# Dirigible rígid

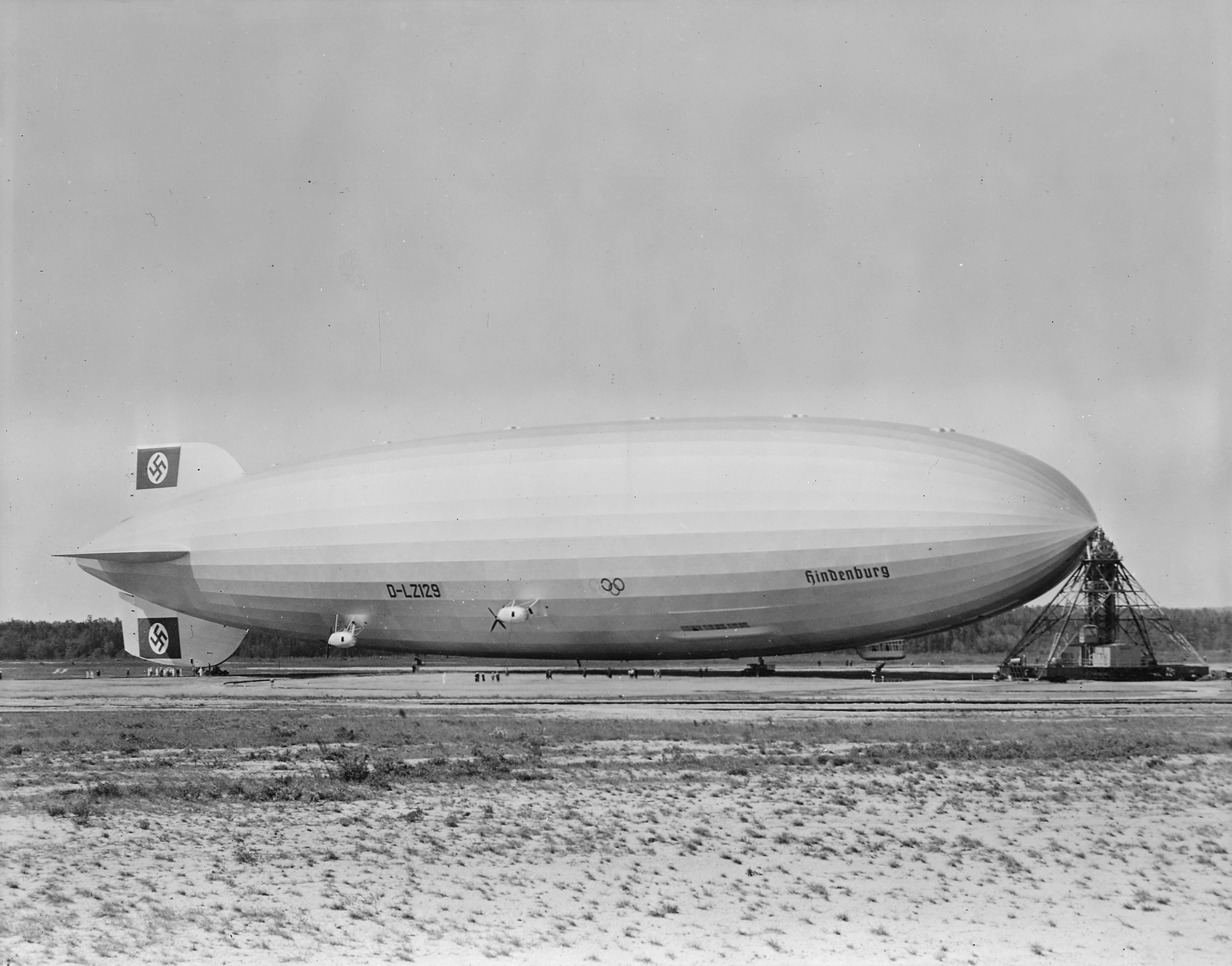
LZ 129 Hindenburg a Lakehurst, 1936

Els dirigibles rígids són aeronaus amb un esquelet complet de bigues i puntals. Aquest marc defineix la forma exterior majoritàriament aerodinàmica del casc.
A part de gairebé 120 zeppelins, uns 50 dirigibles rígids també van ser fabricats per altres fabricants. Moltes d'aquestes aeronaus es van estavellar poc després del seu viatge inaugural. Això va significar que els viatges en dirigible es van suspendre al llarg de la dècada de 1930, amb Alemanya que tenia el LZ 130, l'últim gran dirigible rígid, en funcionament fins al 1939.

## Característiques

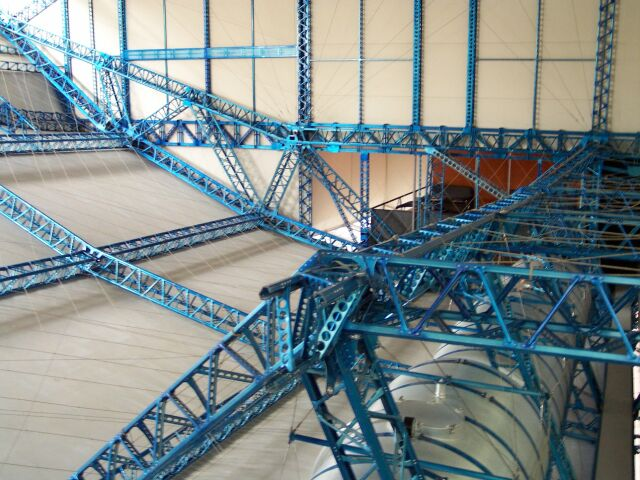
Estructura d'una aeronau rígida (rèplica Hindenburg al Museu Zeppelin de Friedrichshafen)

Els anells de l'esquelet eren majoritàriament verticals i estaven connectats per bigues longitudinals. A més, la construcció es va reforçar amb cables d'acer, la qual cosa va contribuir a l'estabilitat dimensional amb suficient elasticitat. Els motors i les gòndoles de control es podrien simplement penjar a l'esquelet. La càrrega útil, el llast (sobretot aigua) i els materials operatius (combustible i oli lubricant) es podien emmagatzemar d'una manera que es distribuís de manera òptima al voltant del centre de gravetat i s'utilitzava en part per tallar. Les aletes estabilitzadores de la part posterior es van integrar a l'estructura de l'esquelet. L'interior del fuselatge oferia un espai relativament protegit per a la tripulació, els passatgers i la càrrega útil. Un avantatge de l'estructura fixa és la preservació de la forma de l'aeronau i, per tant, també la controlabilitat aerodinàmica en cas de pèrdua de gas.
A l'aeronau rígida, l'esquelet assegura la forma, la pell exterior la resistència a la intempèrie i les cèl·lules de gas l'estanquitat al gas. En el cas del dirigible, aquestes tres tasques les realitza la pell exterior abombada. A causa dels elements de construcció addicionals, els dirigibles rígids només es poden construir de manera significativa a partir d'una mida determinada, que supera clarament la dels dirigibles.
A l'interior dels dirigibles rígids, la sustentació es genera pel gas d'elevació de les cèl·lules de gas, que, a diferència dels dirigibles o els dirigibles semirígids, no han de contribuir a la forma del vaixell.
A les cèl·lules de gas, hi ha menys sobrepressió que en els dirigibles: zero per sota i capacitat d'elevació específica (diferència de densitat de gas per g) vegades l'alçada per sobre del nivell de gas inferior. Als 40 m de diàmetre del vaixell i 12 N/m³ de capacitat de càrrega específica: 480 Pascal (Pa). Com a resultat, el gas es perd menys ràpidament en cas de dany i només la cel·la lesionada queda buida. En el cas del dirigible, tot el cos flotant queda buit i perd la seva forma. Els globus no són necessaris per a l'aeronau rígida.

## Dirigibles rígids històrics

### Primer prototip de David Schwarz
El primer dirigible rígid va ser un dirigible totalment metàl·lic desenvolupat per David Schwarz el 1895/1896. La família Schwarz es va traslladar més tard a Agram (avui Zagreb a Croàcia), on David va desenvolupar el prototip de l'aeronau totalment metàl·lica com a autodidacte. Consistia en un marc de bigues de gelosia i estava entaulat amb làmines d'alumini. A més, el cos d'elevació es va dividir en 13 cel·les de gas. La forma exterior també era nova. Consistia en un cilindre horitzontal amb un con a la proa. Estava equipat amb un motor de gasolina que tenia una potència de 12 a 480 revolucions per minut PS renderitzat. L'alumini va ser subministrat pel fabricant Carl Berg, que més tard utilitzaria el mateix material per fer peces per als zeppelins. L'aeronau va ser descoberta durant les seves proves al mar el 3 de març. Destruït el 18 de novembre de 1897 a Tempelhofer Feld a Berlín. Aquest dirigible va ser la primera aplicació del nou material d'alumini a l'aviació, que es va mostrar per primera vegada a l'Exposició Mundial de París el 1889.

### Zeppelin (Alemanya)
Un destacat pioner dels dirigibles és Ferdinand Graf von Zeppelin, que l'any 1900 va desenvolupar el seu prototip LZ. 1 completat. El comte Zeppelin també va estar present quan l'aeronau de Schwarz va viatjar per Berlín el 1897, però no se li va permetre entrar a l'aeròdrom en aquell moment. El marc de LZ 1 es va fer en part a partir de les restes de l'aeronau de Schwarz. Els seus dirigibles Zeppelin van tenir un paper tan dominant en la història dels viatges en aeronaus rígides que el terme "Zeppelin" s'utilitza sovint com a sinònim de "dirigible rígid".

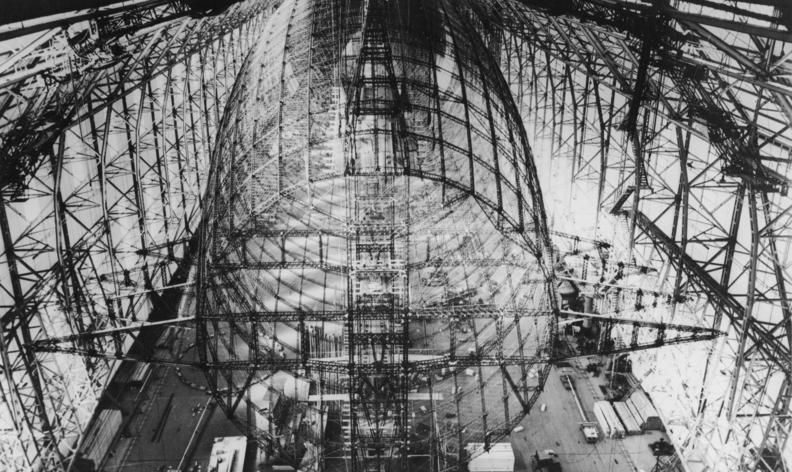
Construcció de l'aeronau LZ 129 "Hindenburg"

Fins i tot abans de la Primera Guerra Mundial, els zeppelins eren utilitzats per als viatges de curta distància. L'operador dels zeppelins, DELAG, fundat l'any 1909, va ser la primera companyia aèria del món. Durant la guerra, els dirigibles rígids es van utilitzar àmpliament per a bombardeigs i bombardejos. Van viure el seu apogeu com a avions civils a partir de la dècada de 1920, quan eren prou madurs per permetre vols de llarga distància. Mentre que els viatges en aeronaus rígids britànics i nord-americans es van esfondrar ja al voltant de 1930 a causa d'accidents greus, els vehicles LZ 127 "Graf Zeppelin" i LZ 129 "Hindenburg" van permetre la primera connexió regular de passatgers sense escales als EUA i Rio de Janeiro a la dècada de 1930. El Hindenburg i el seu dirigible germà, el LZ 130 "Graf Zeppelin II" tenien un volum de 200.000 m³, longituds de 245 m, diàmetres superiors a 41 m i una massa superior a 240 Tones dels dirigibles més grans mai construïts. Però la indústria alemanya dels dirigibles d'aquesta època no es va estalviar d'accidents greus: el 6. El 19 de maig de 1937, després de creuar l'Atlàntic, el zeppelin "Hindenburg" es va incendiar sobre l'aeròdrom de Lakehurst i va ser destruït. Aquest desastre, que es va cobrar 36 vides, va suposar el declivi dels viatges en aeronaus comercials; va ser reelaborat musicalment pel compositor nord-americà Steve Reich en la seva composició "Three Tales". L'esclat de la Segona Guerra Mundial l'any 1939 va acabar bruscament amb l'aviació civil.

### Schutte-Lanz (Alemanya)

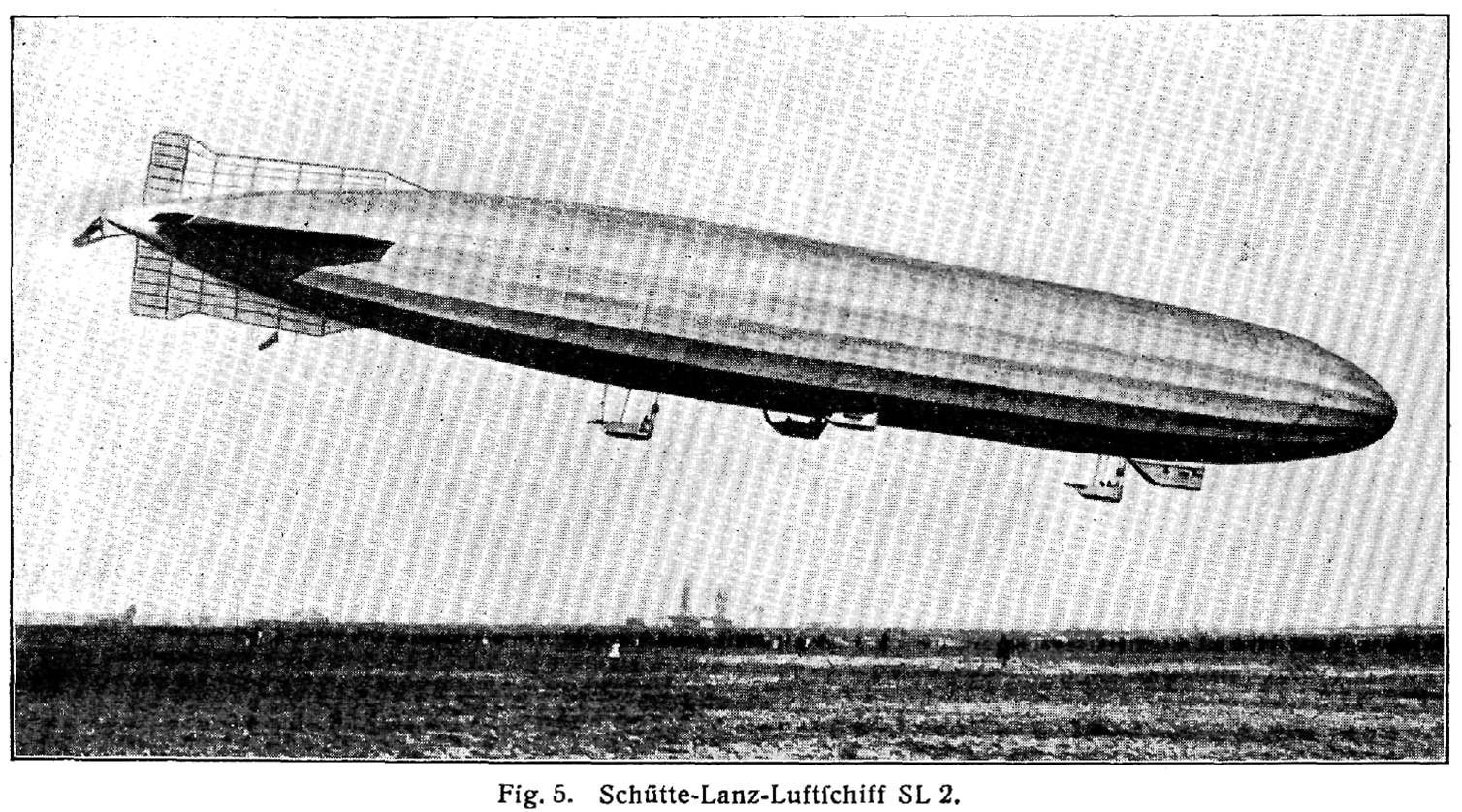
Schütte-Lanz SLII

Els dirigibles rígids Schütte-Lanz es van construir exclusivament amb finalitats militars durant la Primera Guerra Mundial i van competir amb èxit amb els zeppelins durant aquest període sense amenaçar la seva supremacia. Van ser fins a 198 m de llarg i mesura fins a 23 m de diàmetre a 56.000 m³ volum de gas d'elevació. El seu esquelet estava fet inicialment de fusta contraxapada. Les innovacions importants en la construcció d'aeronaus rígides van venir de Schütte-Lanz. A causa de la Primera Guerra Mundial i a causa de les demandes de l'exèrcit, aquestes innovacions van trobar ràpidament el seu camí a Zeppelin. Després de la guerra, van sorgir disputes de patents entre les dues empreses.

### Gran Bretanya

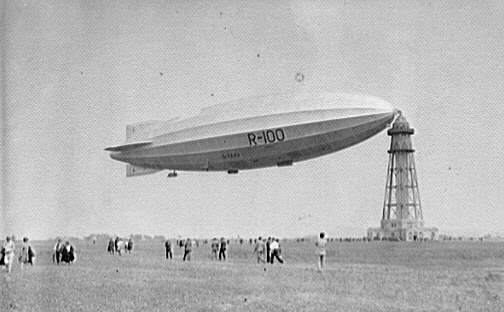
R100

Els dirigibles rígids d'altres nacions reben poca atenció en vista del paper destacat d'Alemanya en aquesta àrea. Els viatges en aeronaus a Gran Bretanya van ser una excepció de vegades, on es van construir i operar al voltant de 30 dirigibles rígids. Aquests inclouen l' R34, que va ser la primera aeronau a creuar l'Atlàntic el 1919, i les dues grans aeronaus R100 i R101, que en el seu disseny ja anticipaven moltes de les característiques de confort dels passatgers del zeppelin alemany Hindenburg. Tanmateix, després del tràgic xoc de l'aeronau R101 el 1930, els dirigibles rígids britànics van ser abandonats.

### França

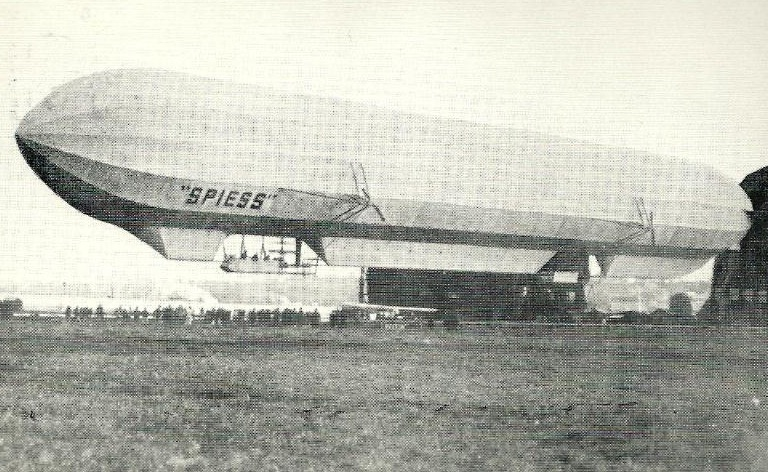
Dirigible francès Pike

Només es va construir un dirigible rígid a França. El Spiess va ser desenvolupat per l'alsacià Joseph Spiess basat en el Zeppelin LZ 16, construït per Zodiac i va enlairar per primera vegada el 13 d'abril. Abril de 1913. Tecnològicament, el prototip era particularment comparable als dirigibles Schütte-Lanz existents. Dos motors Chenu, cadascun amb uns 200 PS utilitzat. El marc constava d'una construcció de tub de fusta i tenia un diàmetre de 13,5 m. Tot i les millores posteriors, que van incloure un augment de 104 a 146 m es va ampliar (el volum va augmentar així d'11.800 a 16.400 m³), no va poder satisfer les expectatives de l'exèrcit francès perquè la velocitat, la càrrega útil i l'estabilitat no semblaven suficients. El 1914, els militars van fer desmantellar l'aeronau en conseqüència.

### Estats Units

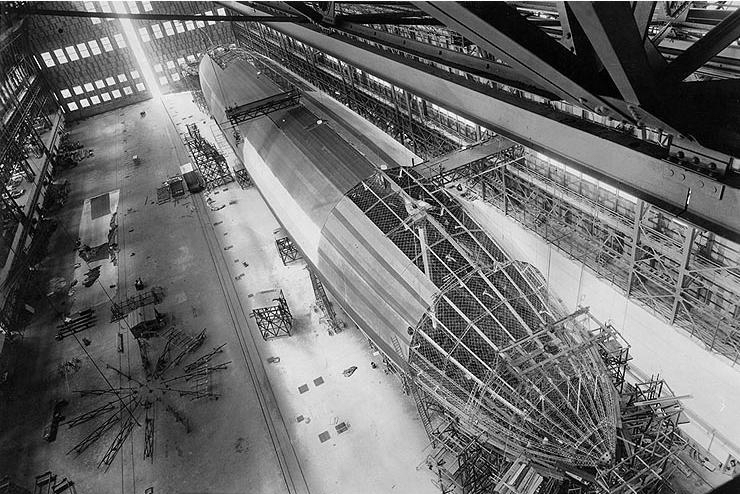
USS Shenandoah en construcció

Als EUA també hi operaven alguns dirigibles rígids, alguns dels quals, però, van ser co-desenvolupats per la companyia Zeppelin o es basaven en zeppelins de guerra. Un total de cinc dirigibles rígids van ser construïts pels EUA o en nom seu. Tots van ser ordenats per la Marina dels EUA i van ser els únics dirigibles rígids que utilitzaven heli com a gas d'elevació.
- El ZR-1 " USS Shenandoah " va ser el primer dirigible rígid que es va omplir d'heli.[5] El seu viatge inaugural va tenir lloc el 4 d'abril. setembre de 1923.
- El ZR-2 va ser construït a Anglaterra sota la denominació R38, però es va trencar a l'aire mentre encara estava ple d'hidrogen, fins i tot abans de la seva transferència als EUA.
- ZR-3 "USS Los Angeles" va ser el zeppelin amb el número de construcció LZ 126. Aquesta aeronau va ser l'única de les aeronaus rígides nord-americanes que no va ser destruïda en un accident.
- ZRS-4 " USS Akron " i ZRS-5 "USS Macon" podrien desplegar-se i posar-se al dia amb avions de reconeixement mentre estan en marxa. Van servir com a portaavions voladors. El "USS Akron" va liderar el 3. Novembre de 1931 un viatge de deu hores amb 207 persones a bord. Fins avui, això representa un superlatiu, igual que el final del "USS Akron": amb 74 morts, és el pitjor accident d'aeronau fins ara.

L'aeronau totalment metàl·lica ZMC-2 va operar entre 1929 i 1941 tenia un cos de dirigible reforçat amb un marc format a partir de làmina d'alumini. Tanmateix, va ser classificat com a dirigible per la Marina dels Estats Units perquè necessitava una petita sobrepressió interna per mantenir la seva forma.

## Projectes actuals de dirigibles rígids
Actualment no hi ha dirigibles rígids.
A la dècada de 1990 es van presentar alguns projectes d'aeronaus amb diferents construccions rígides o semirígides, però encara no realitzats. Aquests inclouen, per exemple:
- el projecte "AVEA" de l'ETH Lausanne, que competia amb el Cargolifter,
- Projectes D-1 i D-4 de la US Eros Corporation ,
- el projecte "Sky Station" de l'antic secretari d'estat nord -americà Alexander M. Haig Jr., en el qual els dirigibles s'utilitzen com a plataformes de telecomunicacions no tripulades a l'estratosfera i, per tant, haurien de competir amb els satèl·lits de comunicacions.
- L'any 2005, el Sanswire Stratellite no tripulat es va utilitzar per treballar en un prototip d'aeronau rígida solar no tripulada d'alt vol que s'utilitzaria per a tasques de telecomunicacions, i es va fabricar una maqueta flotant. Tanmateix, el projecte no va arribar a bon port.

Els dirigibles que existeixen avui són o bé dirigibles semirígids (per exemple, Zeppelin NT) o dirigibles sense estructura d'ala, els anomenats dirigibles. El projecte Cargolifter, que es va suspendre el 2003, era un projecte semirígid o dirigible de quilla .